# 樊瑜波
樊瑜波，北京航空航天大学教授，北京航空航天大学医工交叉创新研究院院长、医学科学与工程学院院长，主要从事生物医学工程、生物力学等领域的研究。樊瑜波是美国医学生物工程院（AIMBE）、国际医学与生物工程科学院（IAMBE）及世界生物材料学会（FBSE）会士。还曾入选长江学者、曾担任中国生物医学工程学会理事长、世界华人生物工程联合会（WACBE）主席。